# یوجی‌سی ۲۳۲۰
یوجی‌سی ۲۳۲۰ یک کهکشان است.